# Вестпорт (Онтарио)
Вестпорт (енгл. Westport) је село у Канади у покрајини Онтарио. Према резултатима пописа 2011. у селу је живело 628 становника.

## Становништво
Према резултатима пописа становништва из 2011. у граду је живело 628 становника, што је за 2,6% мање у односу на попис из 2006. када је регистровано 645 житеља.
| 2006. | 2011. |
| ----- | ----- |
| 645   | 628   |